# Blyth Tait
Robert Blyth Tait (ur. 10 maja 1961 w Whangarei) – nowozelandzki jeździec sportowy. Wielokrotny medalista olimpijski.
Sukcesy odnosił we Wszechstronnym Konkursie Konia Wierzchowego. Cztery razy brał udział w igrzyskach (1992–2004), medale (łącznie cztery) zdobywał w Barcelonie i Atlancie. Dwukrotnie, w 1990 i 1998, był podwójnym mistrzem świata (indywidualnie i w drużynie). Największe sukcesy odnosił na koniu Ready Teddy.
Jest zdeklarowanym gejem.

## Starty olimpijskie (medale)
Barcelona 1992
- konkurs drużynowy (Messiah) –  srebro
- konkurs indywidualny (Messiah) –  brąz

Atlanta 1996
- konkurs indywidualny (Ready Teddy) –  złoto
- konkurs drużynowy (Chesterfield) –  brąz